# Marathonschaatsen 2009/2010
Het seizoen 2009/10 in het marathonschaatsen begon op 10 oktober 2009 en duurt tot en met 27 februari 2010.

## Algemeen
Het marathonseizoen bestaat uit een aantal competitie en individuele wedstrijden.
| Competitie/Wedstrijd          |                |
| ----------------------------- | -------------- |
| Marathon Cup                  | 19 wedstrijden |
| NK Marathon op kunstijs       | 1 wedstrijd    |
| Grand Prix op natuurijs       | 5 wedstrijden  |
| Open NK Marathon op natuurijs | 1 wedstrijd    |
| Vierdaagse                    | 4 wedstrijden  |
| Klassiekers op natuurijs *    | ?              |

* Het aantal wedstrijden op natuurijs staat uiteraard niet van tevoren vast, aangezien dit afhankelijk is van de weersomstandigheden.
Van alle wedstrijden die in het seizoen gereden worden, wordt een marathonranking opgemaakt. Deze laat zien welke rijders gedurende het seizoen het beste presteren over álle wedstrijden.
Daarnaast wordt er een klassement opgemaakt over de wedstrijden van de Marathon Cup. Ook van de vijf Grand Prix wedstrijden wordt een apart klassement bijgehouden.
Binnen het marathonschaatsen wordt er gereden in 3 divisies:
- Top-divisie mannen
- Top-divisie vrouwen
- 1e divisie mannen

## Verloop

### Kunstijs
Het seizoen startte op 10 oktober met een wedstrijd om de Marathon Cup in Alkmaar.
De 19e en laatste wedstrijd van de Marathon Cup was op 9 januari in Hoorn.
Op 17 januari werd vervolgens het NK marathon op kunstijs verreden in Amsterdam.
Van 24 tot 27 februari zou de Vierdaagse worden gereden in achtereenvolgens Groningen, Breda, Alkmaar en Den Haag. Deze werd uiteindelijk ingekort tot een driedaagse, waarbij de wedstrijd die op 26 februari in Alkmaar zou worden verreden, werd geschrapt. Verder werd de finale van de driedaagse wegens een ammoniaklek op de ijsbaan van Den Haag niet in Den Haag, maar in Hoorn gehouden.

### Natuurijs
De eerste marathon op natuurijs was op 18 december in Haaksbergen. Twee dagen later was er een marathon op natuurijs in Veenoord, een dag later gevolgd door een marathon in Noordlaren.
In januari 2010 werden er voor het eerst sinds 1997 ook weer twee natuurijsklassiekers verreden, te weten de Ronde van Loosdrecht op 11 januari en de Veluwemeertocht op 14 januari. Op 15 januari werd de eerste Henk Angenent Classic, een wedstrijd over 200 kilometer verreden.
Op 10 februari werd het NK Marathon op natuurijs verreden op het Zuidlaardermeer. Al eerder in de winter werd deze wedstrijd aangekondigd, maar kon toen vanwege invallende dooi niet doorgaan.
Naast deze wedstrijden in Nederland, waren er nog meer wedstrijden op natuurijs. Zo was er het Open NK op de Weissensee dat werd verreden op 27 januari. Daarnaast waren er nog een vijftal zogenaamde Grand Prix wedstrijden, waarvan er twee op de Weissensee werden verreden en één op het kunst/natuurijs van FlevOnice in Biddinghuizen. In februari waren er nog twee Grand Prix wedstrijden, in Falun (Zweden) en in Kuopio (Finland)

## Uitslagen

### Top-divisie Mannen
| Datum       | Plaats          | Onderdeel                | Eerste                | Tweede               | Derde                 |
| ----------- | --------------- | ------------------------ | --------------------- | -------------------- | --------------------- |
| 10 oktober  | Alkmaar         | Marathon Cup             | Jorrit Bergsma        | Ingmar Berga         | Bob de Vries          |
| 17 oktober  | Heerenveen      | Marathon Cup             | Arjan Stroetinga      | Douwe de Vries       | Bob de Vries          |
| 24 oktober  | Amsterdam       | Marathon Cup             | Karlo Timmerman       | Bob de Vries         | Sjoerd Huisman        |
| 31 oktober  | Eindhoven       | Marathon Cup             | Bob de Vries          | Ingmar Berga         | Kurt Wubben           |
| 7 november  | Deventer        | Marathon Cup             | Arjan Stroetinga      | Ingmar Berga         | Gary Hekman           |
| 14 november | Den Haag        | Marathon Cup             | Arjan Stroetinga      | Bob de Vries         | Sjoerd Huisman        |
| 21 november | Hoorn           | Marathon Cup             | Ingmar Berga          | Pieter Jan van Eck   | Rob Hadders           |
| 28 november | Amsterdam       | Marathon Cup             | Arjan Stroetinga      | Bob de Vries         | Ingmar Berga          |
| 5 december  | Assen           | Marathon Cup             | Bob de Vries          | Douwe de Vries       | Willem Hut            |
| 9 december  | Biddinghuizen   | Marathon Cup             | Karlo Timmerman       | Jochem Uithoven      | Cees Juffermans       |
| 12 december | Breda           | Marathon Cup             | Rob Hadders           | Cees Juffermans      | Arjan Smit            |
| 16 december | Biddinghuizen   | Marathon Cup             | Sjoerd Huisman        | Ingmar Berga         | Jochem Uithoven       |
| 18 december | Haaksbergen     | Natuurijs                | Kurt Wubben           | Arjan Stroetinga     | Bart de Vries         |
| 19 december | Haarlem         | Marathon Cup             | Sjoerd Huisman        | Ingmar Berga         | Cees Juffermans       |
| 20 december | Veenoord        | Natuurijs                | Rob Hadders           | Cees Juffermans      | Yoeri Lissenberg      |
| 21 december | Noordlaren      | Natuurijs                | Jan Maarten Heideman  | Jan van Oosterom     | Cees Juffermans       |
| 23 december | Biddinghuizen   | Marathon Cup             | Sjoerd Huisman        | Pieter Jan van Eck   | Ingmar Berga          |
| 26 december | Groningen       | Marathon Cup             | Arjan Stroetinga      | Cees Juffermans      | Rob Hadders           |
| 1 januari   | Biddinghuizen   | Marathon Cup             | Jorrit Bergsma        | Ruud Aerts           | Jan Maarten Heideman  |
| 2 januari   | Heerenveen      | Marathon Cup             | Arjan Stroetinga      | Christijn Groeneveld | Sjoerd Huisman        |
| 6 januari   | Biddinghuizen   | Marathon Cup             | Jan Maarten Heideman  | Jorrit Bergsma       | Geert-Jan van der Wal |
| 9 januari   | Hoorn           | Marathon Cup             | Bob de Vries          | Ingmar Berga         | Sander Kingma         |
| 11 januari  | Loosdrecht      | Natuurijs                | Ralf Zwitser          | Pieter Jan van Eck   | Rob Busser            |
| 14 januari  | Elburg          | Natuurijs                | Geert-Jan van der Wal | Jouke Hoogeveen      | Jan Maarten Heideman  |
| 17 januari  | Amsterdam       | NK marathon op kunstijs  | Arjan Stroetinga      | Ingmar Berga         | Sjoerd Huisman        |
| 23 januari  | Weissensee      | Grand Prix               | Pieter Jan van Eck    | Jan Maarten Heideman | Arjan Stroetinga      |
| 27 januari  | Weissensee      | Open NK op natuurijs     | Sjoerd Huisman        | Ingmar Berga         | Arjan Stroetinga      |
| 30 januari  | Weissensee      | Grand Prix               | Jorrit Bergsma        | Jens Zwitser         | Douwe de Vries        |
| 7 februari  | Biddinghuizen   | Grand Prix               | Arjan Stroetinga      | Jorrit Bergsma       | Jochem Uithoven       |
| 10 februari | Zuidlaardermeer | NK marathon op natuurijs | Jorrit Bergsma        | Douwe de Vries       | Ingmar Berga          |
| 13 februari | Falun           | Grand Prix               | Peter van de Pol      | Pieter Jan van Eck   | Roelof Koops          |
| 20 februari | Kuopio          | Grand Prix               | Kurt Wubben           | Klaas de Weerd       | Jan Maarten Heideman  |
| 24 februari | Groningen       | Driedaagse               | Ingmar Berga          | Bob de Vries         | Karlo Timmerman       |
| 25 februari | Breda           | Driedaagse               | Jorrit Bergsma        | Ingmar Berga         | Karlo Timmerman       |
| 27 februari | Hoorn           | Driedaagse               | Ralf Zwitser          | Willem Hut           | Kurt Wubben           |

### 1e divisie Mannen
| Datum       | Plaats        | Onderdeel               | Eerste           | Tweede             | Derde             |
| ----------- | ------------- | ----------------------- | ---------------- | ------------------ | ----------------- |
| 10 oktober  | Alkmaar       | Marathon Cup            | Nick Uithoven    | Pieter-Jorn Gemser | Engbert de Vegt   |
| 17 oktober  | Heerenveen    | Marathon Cup            | Erwin Mesu       | Gerard Nijgh       | Mart Bruggink     |
| 24 oktober  | Amsterdam     | Marathon Cup            | Rick Smit        | Nick Uithoven      | Jasper van Tol    |
| 31 oktober  | Eindhoven     | Marathon Cup            | Greg Nieuwenhuys | Marcel van Ham     | Erwin Mesu        |
| 7 november  | Deventer      | Marathon Cup            | Robert van Dalen | Engbert de Vegt    | Kevin Floris      |
| 14 november | Den Haag      | Marathon Cup            | Elwin Hulsink    | Rick Smit          | Johan Hendriks    |
| 21 november | Hoorn         | Marathon Cup            | Niels Mesu       | Ronald Kruijer     | Rick Smit         |
| 28 november | Amsterdam     | Marathon Cup            | Engbert de Vegt  | Erwin Mesu         | Jasper van Tol    |
| 5 december  | Assen         | Marathon Cup            | Erwin Mesu       | Rick Smit          | Elwin Hulsink     |
| 9 december  | Biddinghuizen | Marathon Cup            | Bart Hakkenberg  | Stephan Wielinga   | Bram Bruschke     |
| 12 december | Breda         | Marathon Cup            | Ronald Kruijer   | Bram Bruschke      | Frederik Nauta    |
| 19 december | Haarlem       | Marathon Cup            | Erwin Mesu       | Nick Uithoven      | Stan van den Berg |
| 23 december | Biddinghuizen | Marathon Cup            | Bram Bruschke    | Marcel van Ham     | Ronald Kruijer    |
| 26 december | Groningen     | Marathon Cup            | Elwin Hulsink    | Mart Bruggink      | Frederik Nauta    |
| 2 januari   | Heerenveen    | Marathon Cup            | Bart Hakkenberg  | Marcel van Ham     | Charley Landman   |
| 6 januari   | Biddinghuizen | Marathon Cup            | Frederik Nauta   | Bram Bruschke      | Gerard Nijgh      |
| 9 januari   | Hoorn         | Marathon Cup            | Elwin Hulsink    | Gerard Nijgh       | Jasper van Tol    |
| 17 januari  | Amsterdam     | NK marathon op kunstijs | Elwin Hulsink    | Mart Bruggink      | Erwin Mesu        |
| 24 februari | Groningen     | Driedaagse              | Nick Uithoven    | Mart Bruggink      | Pieter Overmars   |
| 25 februari | Breda         | Driedaagse              | Nick Uithoven    | Mart Bruggink      | Bart Hakkenberg   |
| 27 februari | Hoorn         | Driedaagse              | Jasper van Tol   | Frederik Nauta     | Johan Hendriks    |

## Standen

### Top-divisie Mannen
| Algemene ranking t/m 27 februari |                      |                     |        |
| #                                | Naam                 | Ploeg               | Punten |
| 1                                | Ingmar Berga         | AMI Kappers         | 1066   |
| 2                                | Jan Maarten Heideman | AMI Kappers         | 1064   |
| 3                                | Sjoerd Huisman       | Nefit               | 960    |
| 4                                | Douwe de Vries       | Adformatie          | 945    |
| 5                                | Yoeri Lissenberg     | Vlasman             | 931    |
| 6                                | Pieter Jan van Eck   | Van Werven          | 928    |
| 7                                | Ruud Borst           | Groen Talent        | 847    |
| 8                                | Rob Hadders          | Equipe Renault Eco2 | 821    |
| 9                                | Ruud Aerts           | Foekens             | 820    |
| 10                               | Bob de Vries         | BAM Schaatsteam     | 804    |
| 11                               | Jorrit Bergsma       | Equipe Renault Eco2 | 787    |
| 12                               | Jochem Uithoven      | BCT Schaatsteam     | 731    |
| 13                               | Durk Fabriek         | Team Windkr88       | 710    |
| 14                               | Sander Kingma        | Adformatie          | 707    |
| 15                               | Kurt Wubben          | TNT Express         | 690    |
| 16                               | Sandor Stuut         | Vlasman             | 685    |
| 17                               | Ralf Zwitser         | Adformatie          | 660    |
| 18                               | Roelof Koops         | DARO Schaatsploeg   | 633    |
| 19                               | Arjen Becker         | Vlasman             | 625,5  |
| 20                               | Martijn van Es       | TNT Express         | 590,5  |
| 21                               | Arjan Stroetinga     | BAM Schaatsteam     | 582    |
| 22                               | Klaas de Weerd       | Van Werven          | 568    |
| 23                               | Karlo Timmerman      | Adformatie          | 566    |
| 24                               | Christijn Groeneveld | Equipe Renault Eco2 | 538    |
| 25                               | Crispijn Ariens      | Team Windkr88       | 523    |

| Eindstand Marathon Cup |                      |                     |        |
| #                      | Naam                 | Ploeg               | Punten |
| 1                      | Sjoerd Huisman       | Nefit               | 343,3  |
| 2                      | Ingmar Berga         | AMI Kappers         | 289,1  |
| 3                      | Bob de Vries         | BAM Schaatsteam     | 281,3  |
| 4                      | Rob Hadders          | Equipe Renault Eco2 | 220,1  |
| 5                      | Kurt Wubben          | TNT Express         | 207    |
| 6                      | Pieter Jan van Eck   | Van Werven          | 202    |
| 7                      | Douwe de Vries       | Adformatie          | 176    |
| 8                      | Cees Juffermans      | TNT Express         | 161    |
| 9                      | Arjan Stroetinga     | BAM Schaatsteam     | 152,6  |
| 10                     | Sandor Stuut         | Vlasman             | 152    |
| 11                     | Jorrit Bergsma       | Equipe Renault Eco2 | 147,2  |
| 12                     | Yoeri Lissenberg     | Vlasman             | 136    |
| 13                     | Bart de Vries        | Team Windkr88       | 134    |
| 14                     | Cedric Michaud       | Nefit               | 133    |
| 15                     | Ralf Zwitser         | Adformatie          | 125    |
| 16                     | Jan Maarten Heideman | AMI Kappers         | 119,1  |
| 17                     | Karlo Timmerman      | Adformatie          | 106,2  |
| 18                     | Sander Kingma        | Adformatie          | 104    |
| 19                     | Christijn Groeneveld | Equipe Renault Eco2 | 84     |
| 20                     | Jochem Uithoven      | BCT Schaatsteam     | 82     |
| 21                     | Ruud Aerts           | Foekens             | 79     |
| 22                     | Jan van Oosterom     | Foekens             | 77     |
| 23                     | Crispijn Ariens      | Team Windkr88       | 72     |
| 24                     | Arjan Smit           | AMI Kappers         | 65     |
| 25                     | Geert Plender        | Van Werven          | 61     |

| Eindstand Grand Prix |                      |              |        |
| #                    | Naam                 | Ploeg        | Punten |
| 1                    | Jan Maarten Heideman | AMI Kappers  | 88     |
| 2                    | Douwe de Vries       | Adformatie   | 82     |
| 3                    | Yoeri Lissenberg     | Vlasman      | 63     |
| 4                    | Ruud Borst           | Groen Talent | 56     |
| 5                    | Kurt Wubben          | TNT Express  | 47,1   |
| 6                    | Pieter Jan van Eck   | Van Werven   | 46,1   |
| 7                    | Peter van de Pol     | Foekens      | 41,1   |
| 8                    | Martijn van Es       | TNT Express  | 38     |
| 9                    | Jens Zwitser         | AMI Kappers  | 36     |
| 10                   | Arjen Becker         | Vlasman      | 32     |

| Eindstand Driedaagse |                 |                     |        |
| #                    | Naam            | Ploeg               | Punten |
| 1                    | Jorrit Bergsma  | Equipe Renault Eco2 | 82,1   |
| 2                    | Karlo Timmerman | Adformatie          | 76     |
| 3                    | Ralf Zwitser    | Adformatie          | 67,1   |
| 4                    | Willem Hut      | BAM Schaatsteam     | 61     |
| 5                    | Bob de Vries    | BAM Schaatsteam     | 58     |
| 6                    | Kurt Wubben     | TNT Express         | 57     |
| 7                    | Ingmar Berga    | AMI Kappers         | 51,1   |
| 8                    | Arjan Smit      | AMI Kappers         | 45     |
| 9                    | Crispijn Ariens | Team Windkr88       | 37     |
| 10                   | Ruud Borst      | Groen Talent        | 31     |

### 1e divisie Mannen
| Algemene ranking t/m 7 februari |                    |                              |        |
| #                               | Naam               | Ploeg                        | Punten |
| 1                               | Erwin Mesu         | Bwaste International         | 419    |
| 2                               | Johan Hendriks     | Vrije Universiteit Amsterdam | 398,5  |
| 3                               | Rick Smit          | De Goudse                    | 353    |
| 4                               | Frederik Nauta     | Schaatsteam Bolsward         | 309    |
| 5                               | Pieter Overmars    | Vrije Universiteit Amsterdam | 277    |
| 6                               | Bram Bruschke      | Kloosterboer.nl Schaatsteam  | 275    |
| 7                               | Mart Bruggink      | KTR                          | 269,5  |
| 8                               | Gerard Nijgh       | Choose 2 Achieve             | 267,5  |
| 9                               | Jasper van Tol     | Kloosterboer.nl Schaatsteam  | 249,5  |
| 10                              | Kevin Floris       | Goesting Events              | 240    |
| 11                              | Ronald Kruijer     | JB Besturingstechniek        | 237    |
| 12                              | Nick Uithoven      | Schaatsteamhaarlem.nl        | 229    |
| 13                              | Bart Hakkenberg    | Choose 2 Achieve             | 225,5  |
| 14                              | Elwin Hulsink      | Boeve Afbouw                 | 223,5  |
| 15                              | Marcel van Ham     | Installatie werk Nederland   | 192    |
| 16                              | Engbert de Vegt    | Bwaste International         | 183,5  |
| 17                              | Gerard Haasjes     | De Goudse                    | 181    |
| 18                              | Bart Mol           | De Goudse                    | 170,5  |
| 19                              | Luis Veen          | Kloosterboer.nl Schaatsteam  | 169    |
| 20                              | Pieter-Jorn Gemser | JB Besturingstechniek        | 163,5  |
| 21                              | Niels Mesu         | Bwaste International         | 140    |
| 22                              | Stef Zwitser       | Kloosterboer.nl Schaatsteam  | 132,5  |
| 23                              | Anton Ketellapper  | -                            | 126    |
| 24                              | René Altena        | ?                            | 116    |
| 25                              | Charley Landman    | -                            | 114    |

| Eindstand Marathon Cup |                    |                                |        |
| #                      | Naam               | Ploeg                          | Punten |
| 1                      | Frederik Nauta     | Schaatsteam Bolsward           | 351,1  |
| 2                      | Rick Smit          | De Goudse                      | 248,1  |
| 3                      | Erwin Mesu         | Bwaste International           | 241,3  |
| 4                      | Mart Bruggink      | KTR                            | 201    |
| 5                      | Nick Uithoven      | Schaatsteamhaarlem.nl          | 185,1  |
| 6                      | Elwin Hulsink      | Boeve Afbouw                   | 184,3  |
| 7                      | Gerard Nijgh       | Choose 2 Achieve               | 178    |
| 8                      | Ronald Kruijer     | JB Besturingstechniek          | 172,1  |
| 9                      | Marcel van Ham     | Installatie werk Nederland     | 148    |
| 10                     | Engbert de Vegt    | Bwaste International           | 138,1  |
| 11                     | Kevin Floris       | Goesting Events                | 129    |
| 12                     | Bart Hakkenberg    | Choose 2 Achieve               | 128,2  |
| 13                     | Bram Bruschke      | Kloosterboer.nl Schaatsteam    | 126,1  |
| 14                     | Pieter Overmars    | Vrije Universiteit Amsterdam   | 120    |
| 15                     | Luis Veen          | Kloosterboer.nl Schaatsteam    | 113    |
| 16                     | Johan Hendriks     | Vrije Universiteit Amsterdam   | 109    |
| 17                     | Jasper van Tol     | Kloosterboer.nl Schaatsteam    | 100    |
| 18                     | Gerard Haasjes     | De Goudse                      | 85     |
| 19                     | Pieter-Jorn Gemser | JB Besturingstechniek          | 83     |
| 20                     | Robert van Dalen   | Sport2000 Stehmann             | 80,1   |
| 21                     | Bart Mol           | De Goudse                      | 79     |
| 22                     | Tom van de Belt    | VDH Tegel Sanitair Natuursteen | 73     |
| 23                     | Charley Landman    | -                              | 68     |
| 24                     | Niels Mesu         | Bwaste International           | 57,1   |
| 25                     | Hermen van der Wal | -                              | 56     |

 Oranje leiderspak ·
 Rood-wit-blauw leiderspak · 
 Wit leiderspak
Nederlandse kampioenschappen: Kunstijs · Natuurijs · Open
Eindklassementen: KNSB Cup ·
 Jongeren klassement ·
Ploegenklassement ·
Grand prix klassement ·
Natuurijsklassement ·
Natuurvierdaagse ·
Club-assistent Brabantcup
Records en statistieken
Elfstedentocht
Natuurijsklassiekers: De 100 van Eernewoude · 
Amstelmeer Marathon · 
Ronde van Loosdrecht · 
Westland Marathon · 
Driedaagse van Ankeveen · 
Noorder Rondritten · 
Noordwesthoekrit · 
Oldambtrit · 
Hollands Venetiëtocht · 
Ronde van Duurswold · 
Ronde van Skarsterlân · 
Rottemerentocht · 
USA Marathon · 
Veluwemeertocht
Lijst van schaatsmarathons per kunstijsbaan: Alkmaar · Amsterdam · Assen · Breda · Den Haag · Deventer · Dronten · Eindhoven · Enschede · Geleen · Groningen · Haarlem · Heerenveen · Hoorn · Leeuwarden · Nijmegen · Rotterdam · Tilburg · Utrecht
Lijst van schaatsmarathons per natuurijsbaan: Hengelo · Polsbroek · Veenoord ·  Noordlaren · Haaksbergen ·  Winterswijk · Burgum · 
Awards: Marathonschaatser van het Jaar · Willem Poelstra Trofee
1972/1973 ·
1973/1974 ·
1974/1975 ·
1975/1976 ·
1976/1977 ·
1977/1978 ·
1978/1979 ·
1979/1980 ·
1980/1991 ·
1980/1981 ·
1981/1982 ·
1982/1983 ·
1983/1984 ·
1984/1985 ·
1985/1986 ·
1986/1987 ·
1987/1988 ·
1988/1989 ·
1989/1990 ·
1990/1991 ·
1991/1992 ·
1992/1993 ·
1993/1994 ·
1994/1995 ·
1995/1996 ·
1996/1997 ·
1997/1998 ·
1998/1999 ·
1999/2000 ·
2001/2002 ·
2002/2003 ·
2003/2004 ·
2004/2005 ·
2005/2006 ·
2006/2007 ·
2007/2008 ·
2008/2009 ·
2009/2010 ·
2010/2011 ·
2011/2012 ·
2012/2013 ·
2013/2014 ·
2014/2015 ·
2015/2016 ·
2016/2017 ·
2017/2018 ·
2018/2019 ·
2019/2020 ·
2020/2021 ·
2021/2022 ·
2022/2023 ·
2023/2024 ·
2024/2025